# Nicolaas Anne van Wijk
Nicolaas Anne van Wijk (Bakkeveen, 6 juli 1899 – Ermelo, 30 mei 1967) was een Nederlands politicus van de VVD.
Hij werd geboren in de gemeente Opsterland als zoon van Abraham van Wijk (1874-1964; predikant) en Elisabeth Pauline Celine de Kroon (1872-1926). In 1923 slaagde hij in Leiden voor het eindexamen voor de 'Nederlandsch-Indische administratieve dienst'. Later dat jaar vertrok hij naar Nederlands-Indië waar hij ging werken bij het Binnenlands Bestuur. Van adspirant-controleur klom hij daar op tot assistent-resident. In 1938 trouwde hij per volmacht (met de handschoen) met Jacoba Elizabeth Vijverberg; dochter van de Noordgouwese vogelkenner Johannes Vijverberg. Tijdens de Tweede Wereldoorlog was Van Wijk geïnterneerd in een jappenkamp. In 1950 keerde hij uit het intussen onafhankelijke Indonesië terug naar Nederland. De eerste helft van 1951 was hij volontair bij de gemeentesecretarie van Zonnemaire. Vervolgens was hij kampleider bij verschillende Ambonese woonoorden. Kort na de Watersnoodramp van 1953 kreeg Van Wijk de dagelijkse leiding van de Stichting Watersnood Zeeland 1953 en ruim een jaar later werd hij medewerker bij de Stichting Zeeland voor Cultureel en Maatschappelijk Werk. Van Wijk werd in 1956 benoemd tot burgemeester van Noordgouwe. In 1961 ging die gemeente op in de gemeente Brouwershaven waarmee een einde kwam aan zijn burgemeesterschap. Van Wijk verhuisde naar Ermelo waar hij in 1967 overleed op 67-jarige leeftijd.